# مونتي بيتمان
مونتي بيتمان (بالإنجليزية: Monte Pittman)‏ هو عازف قيثارة وموسيقي أمريكي، ولد في 19 نوفمبر 1975.

## وصلات خارجية
- مونتي بيتمان على موقع ميوزك برينز (الإنجليزية)
- مونتي بيتمان على موقع أول ميوزيك (الإنجليزية)
- مونتي بيتمان على موقع ديسكوغز (الإنجليزية)